# Pala (gemeente in Estland)
Pala (Estisch: Pala vald) was een gemeente in de Estische provincie Jõgevamaa. De gemeente lag aan het Peipusmeer en telde 1072 inwoners op 1 januari 2017, verdeeld over 23 dorpen, waarvan Pala, Nõva en Lümati de grootste waren.
Pala was de kleinste gemeente van Jõgevamaa.
In oktober 2017 werd de gemeente Pala samengevoegd met de gemeenten Alatskivi, Kallaste, Peipsiääre en Vara tot een nieuwe gemeente Peipsiääre. Pala verhuisde daarbij van de provincie Jõgevamaa naar de provincie Tartumaa.

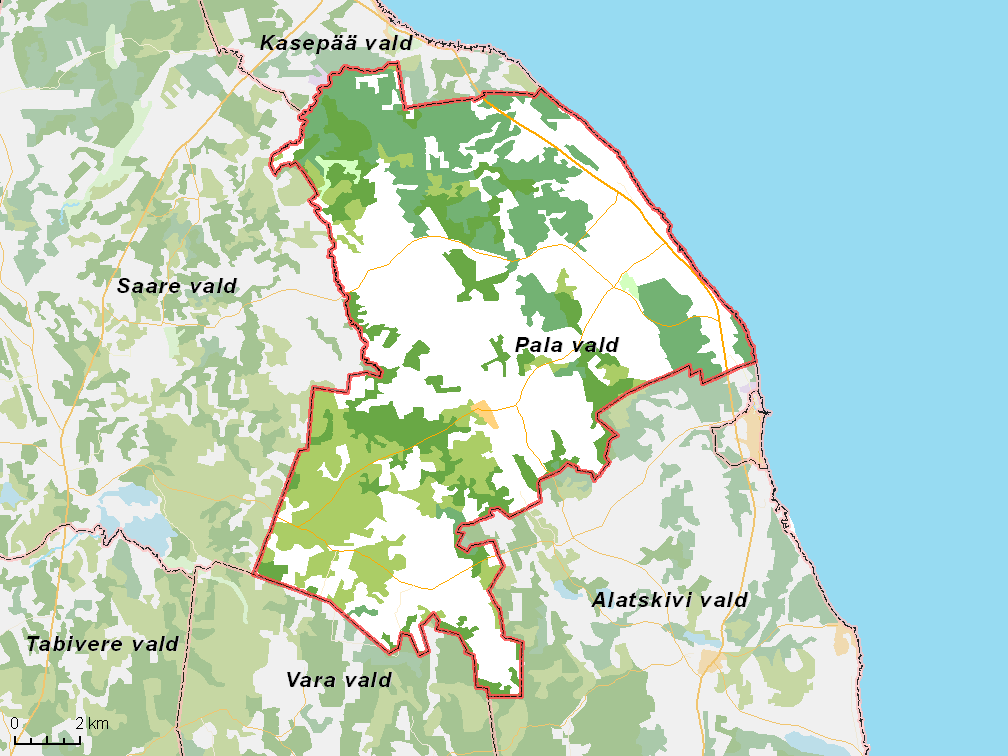
De gemeente met omliggende gemeenten, situatie begin 2017